# صدای سوتو
صدای سوتو (به ایتالیایی: sotto voce) به‌معنای «صدای زیر»، کاهش عمدی صدا برای تأکید است. گوینده این تصور را ایجاد می‌کند که ناخواسته حقیقتی را بیان می‌کند که ممکن است موجب شگفت‌زدگی، شوک یا آزار شود. گفته گالیلئو گالیله (آپوکریفاها) «و هنوز در حرکت است»، که پس از تصمیم به انصراف از نظریه خورشیدمرکزی بیان شد، نمونه‌ای افسانه‌ای از بیان صدای سوتو است.

## درام، ادبیات و بلاغت
در درام، ادبیات و بلاغت، صدای سوتو برای نشان دادن تأکیدی که با پایین آوردن صدای فرد به‌جای بلند کردن آن به‌دست می‌آید، استفاده می‌شود، شبیه به اثری که با کنارگویی ارائه می‌شود. همچنین شبیه به صدای کنارگویی، می‌تواند برای بیان افکار یک شخصیت با صدای بلند استفاده شود. برای مثال، در فصل ۴ جین ایر، شارلوت برونته از اصطلاح صدای سوتو برای توصیف نحوه صحبت کردن خانم رید پس از بحث با جین استفاده می‌کند:
من عزیز تو نیستم. نمی‌توانم دراز بکشم. خانم رید، مرا زود به مدرسه بفرست، زیرا از زندگی در این‌جا متنفرم.

خانم رید زمزمه کرد: «واقعاً به‌زودی او را به مدرسه خواهم فرستاد.» و با تمام کردن کارش، ناگهان آپارتمان را ترک کرد.— جین ایر